# Víctor Manuel Sánchez del Real
Víctor Manuel Sánchez del Real, né le 23 novembre 1969, est un chef d'entreprise et homme politique espagnol membre de Vox.

## Biographie
Víctor Manuel Sánchez del Real est né en 1969 à Ceuta. Il est propriétaire de l'entreprise Elocuent, spécialisée dans la communication d'entreprise. Il a travaillé en tant que journaliste, consultant, enseignant et conférencier dans de nombreuses écoles de commerce, universités, forums et réunions d'affaires. Il est cité en 2017 parmi les 300 personnes les plus influentes d'Espagne.
Lors des élections générales anticipées du 28 avril 2019, il est élu député au Congrès des députés pour la XIIIe législature  dans la circonscription de Badajoz. Il est réélu lors des élections générales anticipées du 10 novembre 2019 pour la XIVe législature.